# Endonim
Endonim (gr. ἔνδον „wewnątrz” i ὄνομα „nazwa”) – nazwa obiektu geograficznego w jednym z języków używanych na obszarze, gdzie znajduje się ten obiekt. Jeżeli taka nazwa jest zatwierdzona przez organ nazewniczy odpowiedzialny za urzędowe ustalanie nazw danego obszaru, wtedy taka nazwa jest endonimem standaryzowanym.

## Przykłady endonimów
- niem. Donau, słow. Dunaj, węg. Duna, chorw. i serb. Dunav, bułg. Дунав, rum. Dunărea, ukr. Дунай
- pol. Gdańsk
- fr. Besançon
- ang. New York
- hindi दिल्ली, ang. Delhi, pendż. ਦਿੱਲੀ, urdu دہلی